# Joubiniteuthis portieri
Joubiniteuthis portieri är en bläckfiskart som först beskrevs av Louis Joubin 1916.  Joubiniteuthis portieri ingår i släktet Joubiniteuthis och familjen Joubiniteuthidae. Inga underarter finns listade i Catalogue of Life.